# グローブ・アンド・メール
グローブ・アンド・メール（英語：The Globe and Mail）はカナダの新聞。英語でカナダ全土向けに発行される日刊紙。本社はオンタリオ州トロントにあり、全国6都市で印刷されている。現在の発行部数は約290,000部で、カナダ最大の全国紙で、日刊紙の中ではトロント・スターに次ぐ2位の発行部数である。トムソン男爵家の資産運用会社であるウッドブリッジ社が株式の100%を保有している。

## 沿革
1844年に「グローブ（The Globe）」がトロントにてカナダ自由党の週刊機関紙として創刊。1850年代に独立し日刊紙となる。もともと「トロント・メール（The Toronto Mail）」と「トロント・エンパイア（The Toronto Empire）」が合併して出来た「メール・アンド・エンパイア（The Mail and Empire）」と1936年に合併し「グローブ・アンド・メール」が誕生。
1965年にグローブ・アンド・メールはウィニペグに本社を持つFPパブリケーションズ社に買収され、経済面を充実した。1980年には当時イギリスの「タイムズ紙」を所有していたカナダのトムソン・グループ（現トムソン・ロイター）に買収された。1995年にインターネット版「Globeandmail.com」を開始した。
2001年にトムソン・グループは当時既にCTVテレビジョンネットワークを傘下におさめていたベル・カナダ（BCE社）に経営権を譲渡し、社名をベル・グローブメディア社（Bell Globemedia、現：ベル・メディア社）とした。2010年、トムソン家が自身の投資会社ウッドブリッジ社を通じ議決権を取得。ウッドブリッジ社が85%、BCE社が15%の配分となっている。
長年、一般紙としてはカナダ唯一の全国紙だったが、1998年の「ナショナル・ポスト（The National Post）」の参入によって独占状態ではなくなった。
ロイター・ジャーナリズム研究所の調査によると、グローブ・アンド・メールはカナダの英字の全国新聞の中で最も信頼されている（58%）との結果が出ている。

## 政治的傾向
創立当初より、当時アッパー・カナダ（現在のオンタリオ州）での資本家・知識層の声を代表しているとされ、メール紙との合併などで20世紀中はカナダ進歩保守党またはカナダ自由党を主に支持していた。ただし新民主党を支持することもあった。一般的には保守系の流れを組むメディアとして知られる。ケベック独立に対してはおおよそ反対の立場をとっている。
2016年アメリカ合衆国大統領選挙に関する社説では、ドナルド・トランプを一貫性のない権威主義者と呼び、軽微な問題はあるが優れた内外の政策を打ち出したヒラリー・クリントンに投票するよう呼び掛けた。